# Resilio Sync
Resilo Sync (precedentemente BitTorrent Sync) è un software di condivisione file prodotto da Resilo,Inc. disponibile per Linux (Ubuntu e altre distribuzioni anche per NAS), macOS, Microsoft Windows, Android, iOS, Windows Phone. È possibile sincronizzare i file tra i dispositivi su una rete locale, o tra dispositivi remoti tramite Internet con l'utilizzo di tecnologia P2P.
Anche se non espressamente dichiarato dagli sviluppatori, viene comunemente inteso come uno strumento in concorrenza con gli strumenti di sincronizzazione file basati su cloud (come Dropbox).
Ciò è dovuto principalmente alla capacità di Resilo Sync di affrontare molti dei problemi dei servizi esistenti in materia di limiti di archiviazione, privacy, costi e prestazioni.

## Tecnologia
Resilo Sync sincronizza i file tramite tecnologia peer-to-peer (P2P). I dati dell'utente vengono memorizzati sui dispositivi sincronizzati anziché in un servizio di Cloud storage di terze parti, pertanto, richiede almeno un dispositivo, o "nodo" per essere online e per poter sincronizzare i file. Resilo Sync cripta i dati con AES con chiave a 128 bit. Questa può essere generata in modo casuale o impostata dall'utente. Questa chiave è derivata da un 'segreto' (una stringa), che può essere condiviso con altri utenti per permettere di condividere i dati. I dati vengono inviati tra i dispositivi direttamente, a meno che il dispositivo di destinazione non sia raggiungibile (ad esempio dietro un firewall), in qual caso i dati saranno inoltrati tramite un nodo intermediario. Molti dispositivi possono essere collegati contemporaneamente e i file saranno condivisi tra di loro in una rete Mesh.
Con il rilascio della versione 2.0 il software è presente in 2 versioni. Una gratuita che presenta varie limitazioni e una pro con sottoscrizione annuale.
Da notare che la versione 2.0 è differente dalla versione 1.4 (ultima beta) in quanto non permette la sincronizzazione con il solo possesso della chiave di condivisione della cartella ma richiede anche che i dispositivi siano stati "associati" ciò abbatte drasticamente l'anonimato e la semplicità nella nuova versione ma essendo un software decentralizzato le vecchie versioni possono continuare a funzionare.
L'1 Giugno 2016, il software cambia nome da BitTorrent Sync diventando Resilio Sync. Contemporaneamente la BitTorrent,Inc passa lo sviluppo di Resilio Sync a una nuova società, Resilio,Inc con a capo lo stesso CEO di BitTorrent,Inc .

## Compatibilità
Resilio Sync è disponibile per i seguenti sistemi operativi:
- Microsoft Windows (XP SP3 o successivi, XP SP3 è supportato solo fino alla versione 1.4.111 Beta)
- macOS (10.6 or later)
- Linux (Packages and Linux GUI available for Debian derived systems)[6][7][8]
- FreeBSD
- Dispositivi NAS[9]
- Android[10]
- Amazon Kindle[11]
- iOS[12]
- Windows Phone[13]